# Leyes contra el BDS
Las leyes y resoluciones anti-BDS se oponen a los boicots a Israel. El nombre proviene del movimiento BDS (Boicot, Desinversiones y Sanciones, en inglés Boycott, Divestment and Sanctions) que promueve desinversiones y sanciones contra Israel para presionar a Israel a cumplir con lo que describe como las obligaciones de Israel en virtud del derecho internacional. Las leyes anti-BDS están diseñadas para dificultar que las personas y las organizaciones participen en los boicots a Israel, mientras que las resoluciones anti-BDS son condenas parlamentarias simbólicas y no vinculantes, ya sea a los boicots a Israel o al propio BDS. En general, tales condenas acusan al BDS de ser antisemita y, a menudo, van seguidas de leyes que tienen como objetivo los boicots a Israel.
Los defensores de las leyes anti-BDS afirman que el BDS es una forma de antisemitismo, por lo que dichas leyes legislan contra el discurso de odio. Los opositores afirman que Israel y sus partidarios están participando en la guerra legal al cabildear por leyes anti-BDS que infringen el derecho a la libertad de expresión. Dichas leyes han sido criticadas por organizaciones como la Unión Estadounidense por las Libertades Civiles (ACLU) y Amnistía Internacional.

## Leyes anti-BDS en los Estados Unidos

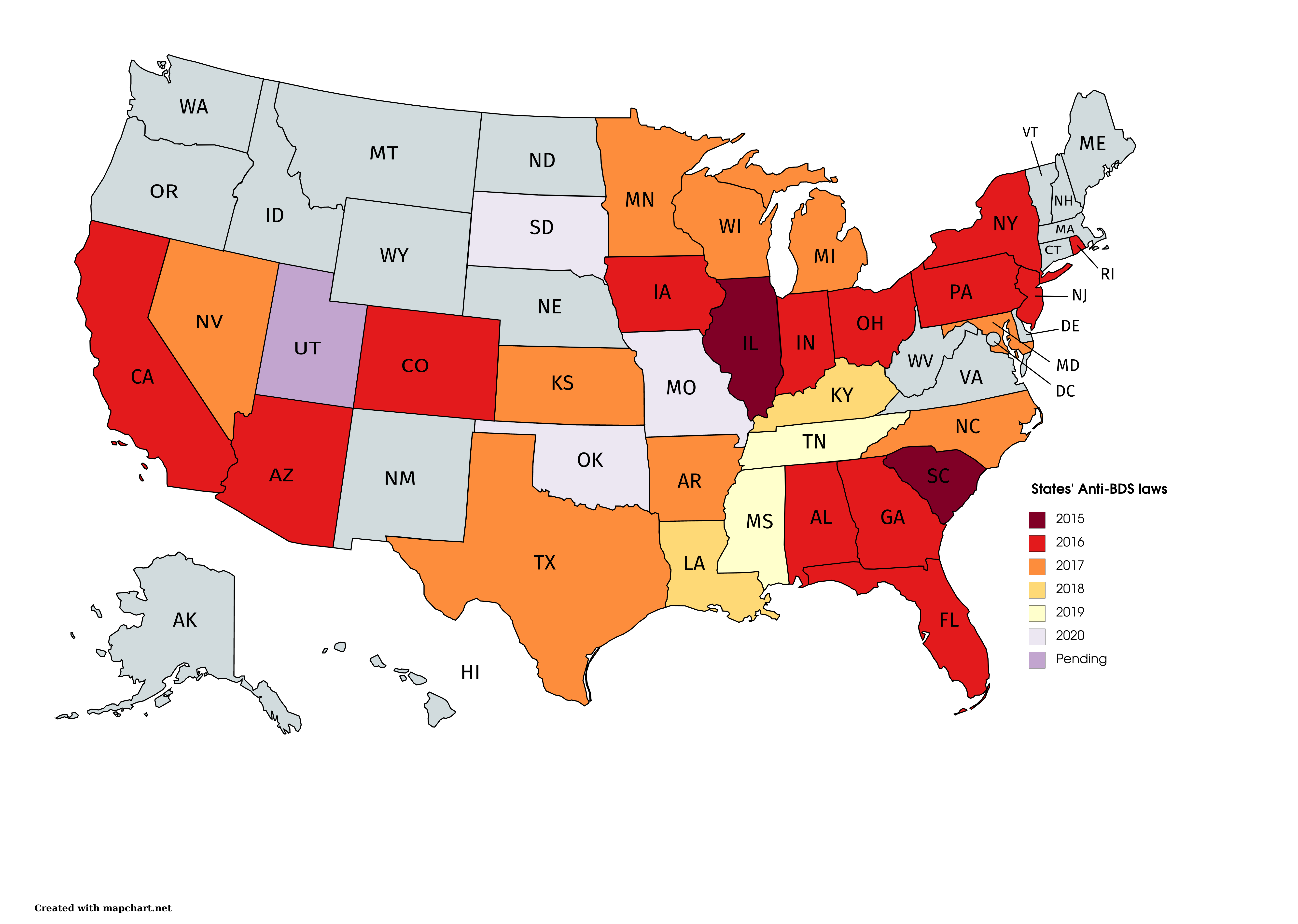
Proliferación de leyes anti-BDS en las legislaturas estatales.

Actualmente 35 de los 50 estados de EE. UU. tienen leyes anti BDS. Dichas leyes se dividen en dos grupos: en algunos de esos estados cualquier empresa o individuo que quiera trabajar para el gobierno debe jurar que no boicoteará a Israel, en otros estados las leyes se centran en prohibir que las empresas públicas contraten a entidades que boicoteen a Israel.

### Opinión pública sobre el movimiento BDS y las leyes anti-BDS
Según la Encuesta de Asuntos Críticos de la Universidad de Maryland de octubre de 2019, la mayoría de los estadounidenses se opone a las leyes contra el BDS. El 72% se opuso a las leyes que penalizan a las personas que boicotean a Israel y el 22% apoyó dichas leyes. La encuesta también encontró una fuerte división partidista en BDS; entre los que habían oído hablar del BDS, el 76 % de los republicanos se opuso al movimiento, mientras que el 48 % de los demócratas lo apoyó. En una encuesta de 2019 de Data for Progress, del 35 % al 27 % se opuso a las leyes contra el BDS. Divididos por afiliación partidaria, el 48 % de los demócratas se opuso a las leyes contra el BDS y el 15 % las apoyó; El 27% de los republicanos se opuso a las leyes anti-BDS y el 44% las apoyó. 70%-80% creía que los boicots eran una táctica de protesta legítima. Según una encuesta de 2022 del Pew Research Center, el 95 % de los estadounidenses se opone al BDS y el 84 % no sabe mucho al respecto. El 17% de los republicanos tiene cierta familiaridad con el BDS frente al 15% de los demócratas, mientras que el 7% de estos últimos y el 2% de los republicanos apoyan el movimiento. La mayoría de los estadounidenses que se oponen a ese tipo de legislación considera que dichas leyes violan el derecho a la libertad de expresión garantizado por la primera enmienda de la constitución.

### Grupos que promueven leyes anti-BDS
- Agudath Israel de América
- Comité de Asuntos Públicos Estadounidense-Israelí (AIPAC)
- Comité Judío Estadounidense
- Cristianos Unidos por Israel (CUFI)[10]
- Israel Action Network[11]
- Fundación Aliados de Israel[11]
- Israel Project (Proyecto Israel)[12]
- IAC for Action[11]
- Consejo Americano Israelí (AIC)
- Federaciones Judías de América del Norte[11]
- StandWithUs (SWU)
- Unión Ortodoxa (OU)
- Organización Sionista de América (ZOA) [13]

### Grupos que se oponen a las leyes anti-BDS
- Unión Estadounidense por las Libertades Civiles
- American Society of News Editors[14]
- Asian American Advocacy Fund[15]
- Association of Alternative Newsmedia[14]
- Center for Constitutional Rights[16]
- Code Pink[17]
- Council on American–Islamic Relations[11]
- IfNotNow[17]
- Institute for Free Speech
- Foundation for Individual Rights in Education
- Jewish Voice for Peace[18]
- J Street[19]
- National Coalition Against Censorship[14]
- National Newspaper Association[14]
- National Press Club[14]
- National Press Photographers Association[14]
- Partnership for Civil Justice Fund[20]
- Radio Television Digital News Association[14]
- Reporters Committee for Freedom of the Press[14]
- Reporteros Sin Fronteras[14]
- Sabeel Ecumenical Liberation Theology Center[21]
- Society of Professional Journalists[14]
- T'ruah[22]

## Otros países
Según Jewish Reporter, Israel está presionando a casi todos los países europeos para que impongan leyes similares a las existentes en EE. UU.

### Alemania
En 2017, el ayuntamiento de Fráncfort aprobó una moción para retirar los fondos públicos a cualquier organización que apoye el BDS.
Posteriormente el partido de ultraderecha Alternativa por Alemania patrocinó un proyecto de ley «Condena al movimiento BDS para proteger la existencia del Estado de Israel» (19/9757) para prohibir el movimiento BDS a nivel nacional. Fue derrotado por el Bundestag ya que el proyecto de ley carecía del apoyo de todos los demás partidos.

### Canadá
En 2016, Tim Hudak propuso una ley contra el BDS en la  Asamblea Legislativa de Ontario que no fue aprobada. La ley habría impedido que cualquier persona que apoyara o participara en el movimiento BDS trabajara con cualquier organismo público en Ontario. En junio de 2019, la concejala de la ciudad de Vancouver, Sarah Kirby-Young, presentó una moción para que la ciudad adoptara la definición práctica de antisemitismo de la IHRA, incluidos sus «ejemplos ilustrativos» de antisemitismo. Luego de la campaña de activistas por la libertad de expresión, la moción fue anulada con la votación de 6 a 5 el 23 de julio de 2019. Los cinco votos en contra provinieron del partido conservador local Asociación No Partidista.

### España
En España la organización ACOM consiguió que el tribunal supremo declarara los boicots a Israel «discriminatorios».

### Francia
Francia no ha promulgado ninguna ley contra el BDS, pero el país ha visto varias batallas legales contra los activistas de los boicots a Israel. En 2003, se promulgó la ley Lellouche que lleva el nombre de Pierre Lellouche y que prohíbe la discriminación basada en una variedad de características inmutables, incluido el origen nacional. La ley ha sido descrita por el periódico israelí Haaretz como «una de las herramientas más potentes del mundo para luchar contra el creciente movimiento de Boicot, Desinversión y Sanciones» y por haber «catapultado a Francia al frente de los esfuerzos para contrarrestar el movimiento a través de medios legales». En 2009, varios activistas fueron acusados de incitación a la discriminación, tipificada como delito en Francia, y fueron condenados a una multa, con suspensión condicional, de 1.000 euros y 7.000 euros por daños y perjuicios por hacer campaña a favor del BDS. Los activistas recurrieron la sentencia al tribunal de los derechos humanos de Estrasburgo y ganaron.

### Israel
En 2011, el parlamento israelí aprobó una ley prohibiendo a las empresas públicas trabajar con individuos o entidades que apoyen el BDS.